# Dannie Norris
Donnie „Dannie” Norris-Hayes (ur. 7 lutego 1973 w Detroit) – amerykański koszykarz występujący na pozycji rzucającego obrońcy, posiadający także izraelskie obywatelstwo.
W sezonie 1996–1997 reprezentował Dojlidy Instal Białystok, został wtedy drugim strzelcem ligi (25,9).

## Osiągnięcia
Indywidualne
- Uczestnik:
  - meczu gwiazd PLK (1996 – został liderem strzelców spotkania z 28 punktami)[1]
  - konkursu wsadów PLK (1996)[2]